# Augustus római császár

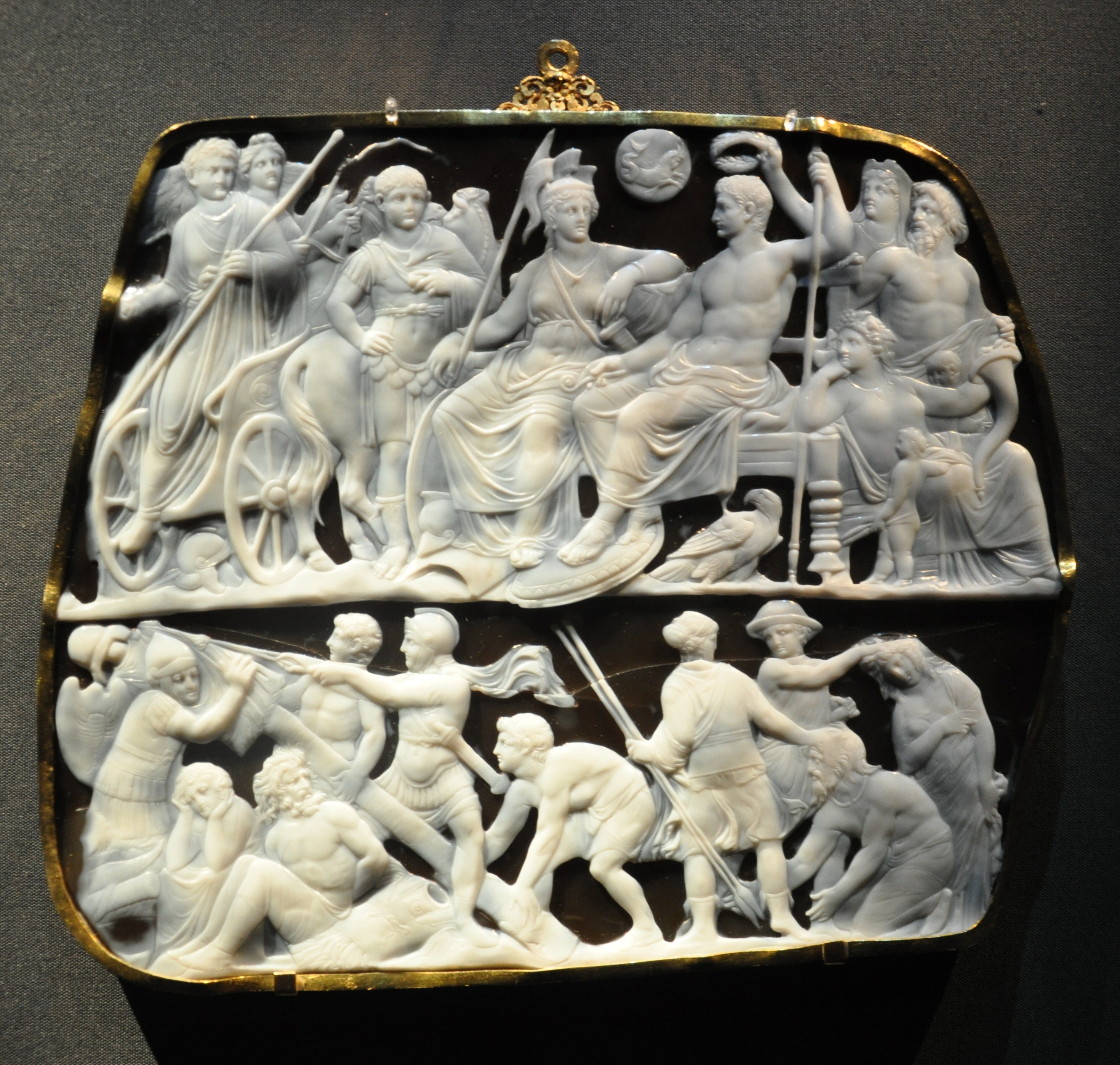
A „gemma augustea” vagy „Augustus apotheózisa”, az ókor egyik legnagyobb és legszebb gemmája, ékköve

Imperator Caesar Augustus divi filius, általánosan elterjedt néven Augustus császár, születési nevén Caius Octavius, később Caius Iulius Caesar (Róma, i. e. 63. szeptember 23. – Nola, i. sz. 14. augusztus 19.) a Római Birodalom első császára (uralkodott i. e. 27-től haláláig, i. sz. 14-ig), a római történelem egyik legfontosabb alakja volt. Az Octavianus nevet maga soha nem használta, bár örökbefogadása után a régi szokás szerint neve ez lett volna: Caius Iulius Caesar Octavianus.
Karrierje Caius Iulius Caesar fogadott fiaként, a dictator híveinek támogatását elnyerve indult, ám kiváló államférfiként jelentős mértékben különböző politikát folytatott. Az idő őt igazolta: nemcsak egyszemélyi uralma stabilizálódott évtizedekre, hanem a császárság rendszere is, melynek politikai, államigazgatási, katonai és társadalmi alapjait egyaránt ő vetette meg.

## Családi háttér
Caius Octavius lovagi rendi családban született. Korán (i. e. 59-ben) elhunyt, velitraei származású, praetorságig jutó apja – szintén Caius Octavius – Caius Iulius Caesar unokahúgát, Atia Balbát vette feleségül, így a megszülető gyermek a későbbi dictator unokaöccse lett. Ez a rokoni kapcsolat döntő volt mind Octavius magánéletének, mind a történelem alakulásának szempontjából. Hogy Caesar és Octavius viszonya milyen volt, az meglehetősen homályos. Az ifjú i. e. 48-ban öltötte fel a toga virilist, a férfitógát, azaz családja ekkor nyilvánította nagykorúvá – azonban az elkövetkező időszakban Caesar, még ha fel is figyelt rá, nemigen tudott időt szakítani rá, hiszen a birodalmat járta seregei élén római és idegen ellenségek ellen harcolva. Cassius Dio közlése épp ezért valószínűtlen, miszerint már ekkor megkezdte volna felkészítését a későbbi uralkodásra (ez egyébként is a császárkorra volt jellemző, amikor már stabilizálódott az örökletes egyeduralom).
Suetonius verziója már hihetőbbnek hangzik: állítása szerint i. e. 48-ban Octaviust felvették a pontifexi collegiumba, majd i. e. 46-ban részt vett Caesar többszörös diadalmenetében. I. e. 45-ben családja tilalma ellenére betegen utánaszökött nagybátyjának Hispaniába a pompeianus ellenzék elleni harcba. Útközben állítólag hajótörést szenvedtek, ahol nagy bátorságról tett tanúbizonyságot. A mundai csatában lovassági tisztként vett részt. Magatartása mély benyomással volt a dictatorra, aki i. e. 44-ben több évre előre kijelölte a későbbi magistratusokat: Octaviusra az i. e. 43. és i. e. 42. évi magister equitumi (dictatorhelyettesi) rangot osztotta. Mindazonáltal elmondható, hogy Caesar meggyilkolásáig Caius Octaviusnak igen csekély szerepe volt a Római Birodalom történetében.

## A politika színterén
I. e. 44-ben, Caesar meggyilkolásakor a 18 éves Octavius éppen az illíriai Apolloniában folytatott tanulmányokat, azonban gyorsan visszatért Itáliába, Brundisium környékére. Itt értesült arról, hogy Caesar végrendeletében adoptálta őt, és bár sokan a passzivitást javasolták neki, merészen úgy döntött, hogy harcba száll a dictator örökéért. i. e. 44-től a neve: C. Iulius Caesar. (Az Octavianus név, melyet ő maga sosem használt, az utókor találmánya, ami elősegíti megkülönböztethetőségét Caesartól.) Tárgyalni kezdett Caesar híveivel és a senatusszal, anyai örökségén pedig az elhunyt politikus veteránjai közül legiókat kezdett toborozni. Az év egyik consulja, Marcus Antonius, bár Caesar egyik legodaadóbb híve volt, nem osztotta ki a római plebsnek Caesar kijelölt örökségét (fejenként 300 sestertius és a római kertek megnyitása a nyilvánosság előtt). Octavianus a Caesar iránt érzett pietasra (latin: kegyelet) hivatkozva követelte a végrendelet maradéktalan végrehajtását.
Antonius ellen Octavianus még a senatusszal is kiegyezett: a testület – remélve, hogy Caesar pártja megosztott marad – a fiatalembert senatorrá tette, a korhatár előtt tíz évvel pályázhatott a hivatalokra és propraetori minőségben hadvezéri imperiumot kapott. Mivel hatalmas haderőt gyűjtött, Antonius jobbnak látta, hogy pozíciója megszilárdítása érdekében átvegye a korábban neki ítélt, erős Gallia Cisalpina vezetését, azonban a helytartó, a Caesar gyilkosait támogató Decimus Iunius Brutus Albinus nem volt hajlandó átadni a provinciát, helyette Mutinában (Modena) sáncolta el magát. Antonius seregével körbevette a várost, azonban nem kapott segítséget Caesar többi hadvezérétől (Caius Asinius Pollio, Lucius Munatius Plancus és Aemilius Lepidus).
Közben Octavianus és a két consul, Aulus Hirtius és Caius Vibius Pansa, támadást indított Antonius ellen, akit április 15-én és 21-én két csatában legyőztek. A két consul meghalt az ütközetek során, Antonius pedig maradék csapatai élén Gallia Narbonensis és Hispania Citerior helytartójához, Lepidushoz menekült. A győzelem hírére a senatus a haza ellenségévé nyilvánította Antoniust, majd a neki menedéket adó Lepidust is. Azonban lelkesedésükben a Caesar-párt számára elfogadhatatlan intézkedéseket is hoztak: Decimus Brutus diadalmenetet kapott, a Szicílában „uralkodó” Sextus Pompeiust flottaparancsnokká nevezték ki, Brutust és Cassiust pedig főhatalommal ruházták fel.

## A II. triumvirátus

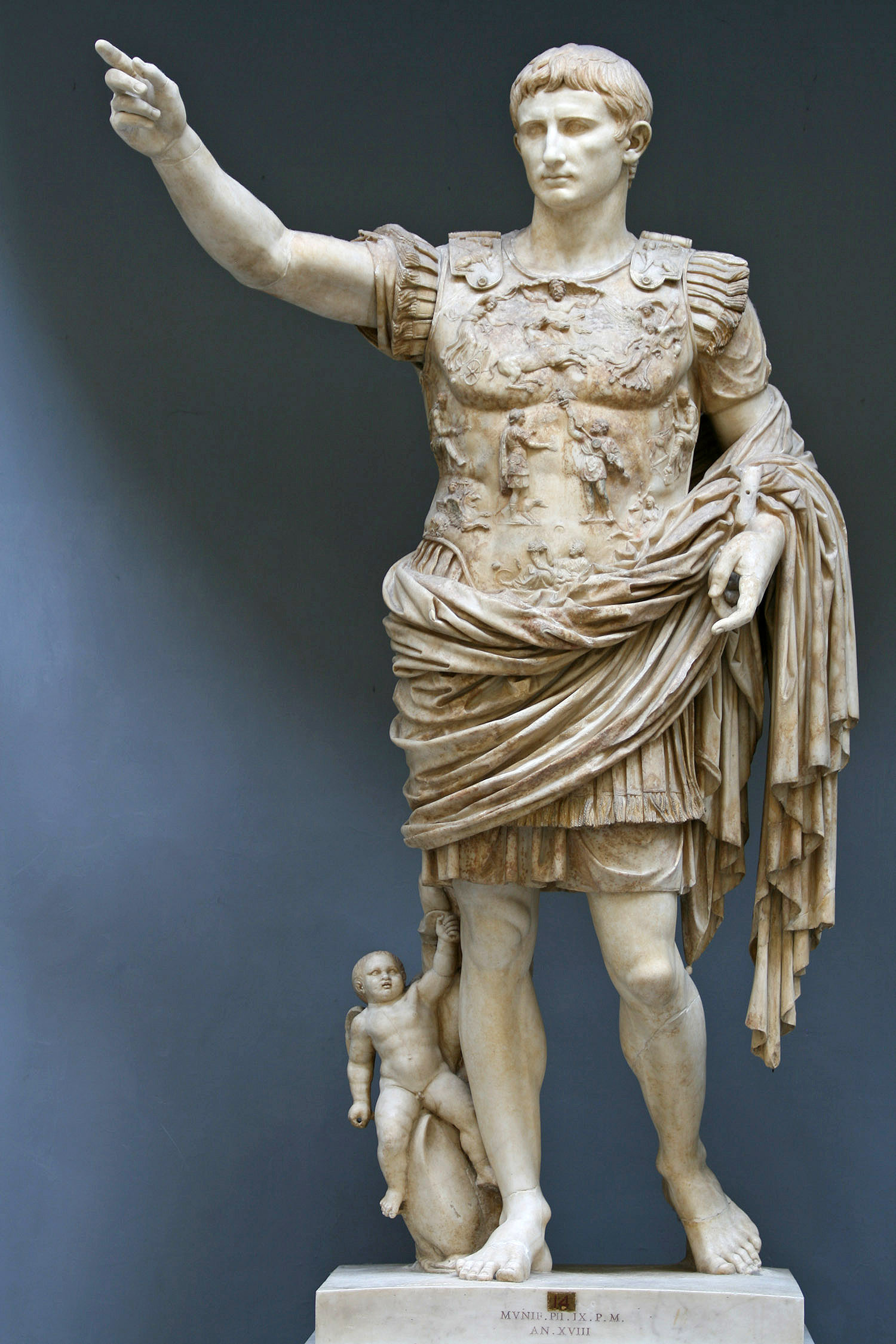
A primaportai Augustus-szobor, amely hadvezérként ábrázolja

Octavianus, aki végeredményben Caesar örökségét képviselte, követelte a Hirtius és Vibius Pansa halálával megüresedett consulságot. A senatus nem volt hajlandó megadni neki a címet, mire nyolc legiójával megszállta Róma városát. Az ellene küldött három hadsereg harc nélkül adta meg magát. A senatus nyomban törvényesítette az adoptiót, Octavianus pedig megkapta a consuli címet (társa közeli rokona, Quintus Pedius lett). Cassiust és Brutust száműzték, Lepidus és Marcus Antonius ellenséggé nyilvánítását pedig érvénytelenítették. Ezzel megkezdődött a Caesar-párt egységesülése: végül a hadsereg követelésére i. e. 43-ban Octavianus, Antonius és Lepidus megkötötte a II. triumvirátust, amit a senatus törvényesített. A három hadvezér öt évre rendkívüli teljhatalmat kapott.
A triumvirek felosztották egymás között a Római Birodalom nyugati tartományait. Lepidus egész Hispaniát és Gallia Narbonensist, Antonius Gallia Cisalpinát és Transalpinát, Octavianus pedig Africát, Numidiát, Szicíliát valamint Szardíniát és Korzikát kapta meg. Emellett korlátlan joguk volt hivatalnokok kinevezésére és bárkit kivégeztethettek. Ezzel a lehetőséggel bőségesen éltek is, ugyanis keleten nagy erőt gyűjtött a köztársasági ellenzék, amelynek legyűréséhez sok pénzre volt szükség. A Sulla idején már „bevált” proscriptiókhoz folyamodtak. A vérengzésekben 300 senator és 2000 lovag veszett oda, rengetegen menekültek Sextus Pompeiushoz vagy Brutusékhoz. Ekkor vesztette életét Cicero is, Antonius korábbi senatusbeli ellenfele.
Miután némi tartalékot gyűjtöttek, a triumvirátus Antonius és Octavianus által vezetett, tapasztalt serege átkelt a Balkánra, hogy megütközzön Cassius és Brutus jobban felszerelt és ellátott hadaival. Két ütközetre került sor Philippi mezején: i. e. 42. október 2-án Antonius legyőzte Cassius hadait, aki öngyilkos lett, noha Brutus győzelmet aratott Octavianus seregrésze felett. Október 23-án végül a maradék köztársasági erők is vereséget szenvedtek, Brutus pedig követte társa példáját: öngyilkossággal kerülte el a fogságot. Az életben maradt republikánusok vagy átálltak, vagy utolsó menedék gyanánt Sextus Pompeiushoz menekültek Szicíliába.

### Konfliktusok Antoniusszal
Philippi után Antonius keletre ment, hogy pénzt szerezzen a parthusok ellen indítandó háborúhoz és a veteránok végkielégítéséhez, Octavianus pedig, aki i. e. 42. január 1-től (Caesar istenné avatása) a divi filius („az isten (Caesar) fia”) melléknevet használta, visszatért Itáliába, ahol letelepítette saját katonáit. Mivel ehhez már létező városok földjeit vette igénybe, mindennaposak voltak az összetűzések a lakossággal. Eközben Marcus Antonius felesége, Fulvia és fivére, Lucius Antonius, az i. e. 41. év consulja agitációba kezdett Octavianus ellen, sőt jelentős sereget sikerült toborozniuk az elégedetlenkedő itáliai lakosság és Antonius veteránjai köréből. Visszahívták Marcust és kijelentették, hogy ha megérkezik, visszaállítja a köztársaságot. Mielőtt a triumvir partra szállt volna, megszállták Rómát, azonban Octavianus hadvezére, Marcus Vipsanius Agrippa hamarosan Perusia (Perugia) etruriai városába szorította vissza őket. i. e. 40 tavaszán kapituláltak, Octavianus pedig megelégedett a vezetők száműzésével. A perusiai háború hozadékaként megszerezte magának Marcus Antonius 11 galliai legióját.

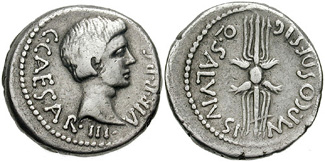
Quintus Salvidienus Rufus által veretett denarius Octavianus arcképével és szárnyas villámmal (i. e. 40)

Antonius még csak hazatérőben volt keletről, amikor testvére és felesége vereséget szenvedett. Előzőleg szövetkezett Sextus Pompeiusszal, akinek alkalma nyílt Korzika és Szardínia megszállására – válaszul Octavianus Pompeius apósának húgát, Scriboniát vette feleségül, szintén közeledve a szicíliai hadúrhoz. A Brundisiumnál partra szálló Antonius hadai farkasszemet néztek Octavianus legióival, azonban a Caesar-párt katonái nem voltak hajlandóak egymás ellen harcolni. A feszültséget tovább enyhítette, hogy megérkezett a Görögországba menekült Fulvia halálhíre is, így a két hadvezér tárgyalni kezdett, végül megegyeztek abban, hogy a birodalom nyugati területei Octavianust, a keleti részek pedig Antoniust illetik, Itáliában pedig mindketten toborozhatnak csapatokat a parthusok és Sextus Pompeius ellen. Az egyezség megpecsételéseként Antonius feleségül vette Octavianus megözvegyült nővérét.
Az egyezség értelmében Antonius és Octavianus újraosztotta egymás között a Római Birodalmat. Octavianus hamarosan átvette Lepidus nyugati területeit, Antonius pedig megkapta a keleti provinciákat. Lepidust önkényesen félreállították, és az afrikai tartományokat juttatták neki. A harmadik triumvirnek egyébként sem volt sok beleszólása az ügyek alakulásába, inkább a két karizmatikus triumvirtárs közti feszültségek csillapításában játszott szerepet. Természetesen a sérelmet nem hagyhatta megtorlatlanul, és megkezdte a felkészülést jussa visszaszerzésére.

### A pozíciók megerősítése
Itália népének hangulatát nem csak az erőszakos veterántelepítések, de az akadozó gabonaellátás is rontotta. Ennek oka Sextus Pompeius volt, aki hadaival blokád alatt tartotta az itáliai partokat és számos gabonaszállítmányt elfogott. A triumvirek i. e. 38-ban kénytelenek voltak kiegyezni vele (puteoli egyezmény): a blokád feloldásáért és a gabonaszállításokért cserébe megerősítették Szicília, Szardínia és Korzika birtokában, felkínálták neki a Peloponnészoszt, kártérítést ígértek apja elkobzott birtokaiért és felajánlották neki a consulatust. A hozzá menekült rabszolgákat szabadsággal, a proscribáltakat pedig büntetlenséggel kecsegtették. Ez az arisztokraták tömeges elvándorlását eredményezte a zsarnokoskodó Pompeius uralma elől, így Octavianus propagandája okkal hivatkozhatott arra a későbbiekben, hogy kalózok és szökött rabszolgák ellen harcol.
A támadáshoz azonban flottára volt szüksége, amit Antoniustól kapott meg 20 000 katona fejében a tarentumi egyezmény (i. e. 37) keretében, amelyben egyúttal újabb öt évre meghosszabbították az év elején lejárt triumviri felhatalmazásukat. A következő évben Octavianus tehetséges hadvezére, Agrippa végleg szétzúzta Pompeius hatalmát, aki Kis-Ázsiába menekült. Itt megpróbált tárgyalásokat kezdeni Marcus Antoniusszal, azonban a kölcsönös bizalmatlanság oda vezetett, hogy Antonius egyik embere meggyilkolta.
A harmadik triumvir, Lepidus az i. e. 36-os hadjárat alkalmával hallatott magáról utoljára: az Octavianusnak nyújtandó segítség örve alatt kísérletet tett Szicília megszerzésére. Csapatai azonban átálltak ellenfeléhez, aki a pontifex maximusi rangon kívül minden címétől megfosztotta Lepidust és Circei városába száműzte.

### Antonius legyőzése
Míg Octavianus Sextus Pompeiusszal és az illyricumi hadjáratokkal (i. e. 35 – 33) volt elfoglalva, Marcus Antonius a birodalom keleti felében tevékenykedett. Kiűzte az évtized elején Syriába betörő parthusokat, azonban a támadáshoz meg kellett szereznie Egyiptom támogatását és erőforrásait. Ekkor ismerkedett meg VII. Kleopátra egyiptomi királynővel, aki később a szeretője is lett. A párthusok ellen vezetett hadjáratai csak mérsékelt sikert hoztak, amit azonban Alexandriában gazdagon megünnepelt.
Octavianus ekkor már nyílt propagandát folytatott Marcus Antonius ellen. Erre személyes oka is volt, hiszen a sógora volt, aki megcsalta Octaviát. A rágalomhadjáratban főleg arra hivatkoztak, hogy Antonius despotikus vonásokat vesz fel, diadalmenetével pedig megcsúfolja a római hagyományokat – egyúttal a senatus előtt Octavianus a köztársaság és a tradíciók megmentőjeként tetszelgett. Ennek ellenére Antoniusnak sok támogatója maradt: amikor i. e. 32-ben hadat üzentek Kleopátrának (!) a senatorok harmada átállt a táborába.
A végső leszámolás i. e. 31. szeptember 2-án érkezett el Épeirosz partjainál. Az actiumi csata során Antonius flottájának nagyja és a szárazföldi erői elpusztultak, noha a vezérek és a hadipénztár megmenekült. A birodalom egyedurává váló Octavianus ekkor egy ideig a veteránok letelepítésével foglalatoskodott, majd i. e. 30-ban újból keletnek indult. Syriában szállt partra, ahol a Kleopátra nagyhatalmi ambícióit nehezményező helyi fejedelmek csatlakoztak hozzá. A nyár folyamán érkezett Egyiptomba, ahol nem ütközött nagyobb ellenállásba – a kilátástalan helyzetben előbb Antonius, majd a sikertelenül békét kötni kívánó Kleopátra is öngyilkos lett.

## A principatus létrejötte

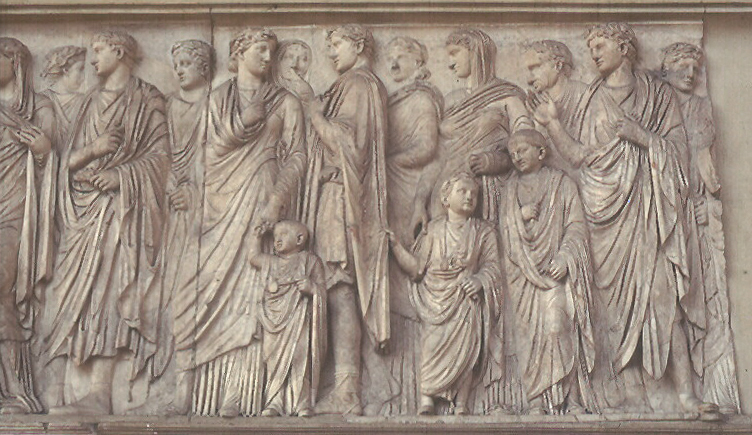
A császári család, Augustus békeoltárának részlete

Miután utolsó ellenfelei is eltűntek a politika színteréről, Octavianus egy ideig még keleten maradt, hogy végrehajtsa a szükséges átszervezéseket. Nagyrészt Antonius intézkedései maradtak érvényben, természetesen Egyiptomot kivéve. Octavianus magát a Ptolemaioszok örökösének nyilvánította, így személyes tulajdonába került a hatalmas, gazdag tartomány, amit lovagrendi praefectusokkal irányított. Ezzel óriási vagyonra tett szert, emellett Róma gabonaellátása is nagyrészt a kezébe került. i. e. 29-ben tért haza, és hármas diadalmenetben ünnepelte meg illyricumi, actiumi és keleti győzelmeit. Legfőbb politikai jelszava innentől kezdve a pax Romana, az általános béke lett. Octavianus – Caesar sorsát elkerülendő – egyeduralmát igyekezett leplezni, s a köztársaság megmentőjének szerepében tetszelgett. Ezért látszólag lemondott hatalmáról, csak megtiszteltetésből fogadott el címeket. A hatalmat persze továbbra is a kezében tartotta, az irányítása alatt álló hadseregre támaszkodva.
Nem akart nyíltan erőszakot alkalmazni, hogy fenntarthassa a köztársaság látszatát. Így a kulcsfontosságú köztársasági tisztségeket összepontosította kezében, s ezeken keresztül érvényesítette akaratát. Ugyanebben az évben censorrá és consullá választották, egyúttal ő lett a princeps senatus – innen az általa kialakított rendszer, a principatus neve –, azaz az a szenátor, aki először szavazott. Mivel a római haderő teljes egészében az ő irányítása alatt állt, emellett a birodalom leggazdagabb embere is ő volt, a senatus nagy valószínűséggel mellette szavazott a különféle kérdésekben. Azonban általában nem volt szükség erőszakra: a nagybirtokosok és pénzemberek zöme támogatta, így például minden évben újraválasztották consulnak.
Octavianus meghagyta a senatust, és hivatalosan a testület maradt Róma legfelsőbb törvényhozó szerve. A politikus bölcsen, Caesar példájából is okulva, rengeteg köztársaságiaknak tetsző gesztust tett. i. e. 27-ben például lemondott a ráruházott rendkívüli imperiumról és bejelentette a köztársaság helyreállítását. Ennek örömére a senatus újabb megtiszteltetésekkel halmozta el őt: ráruházták az Augustus (fenséges) címet, mely révén a szakrális szférába emelkedett. Innentől neve Imperator Caius Iulius Caesar Augustus divi filius volt. Ugyanekkor kapta meg az egész birodalomra kiterjedő imperiumot, amit haláláig megtartott, sőt időközben Róma városára is kiterjesztett.
Ugyanígy gesztusértéke volt a százados játékok (ludi saeculares) megrendezésének i. e. 17-ben. Augustus egy, a múlt homályába vesző tradíciót élesztett fel az ünnepségsorozattal. A játékokon kiemelt szerepet nyert Apollo és Diana, az a két istenség, akik Szicíliában és Actiumnál győzelemhez segítették a princepset. A záróünnepélyre maga Horatius alkotta meg a Százados ének címet viselő kardalt.

### Augustus tisztségei

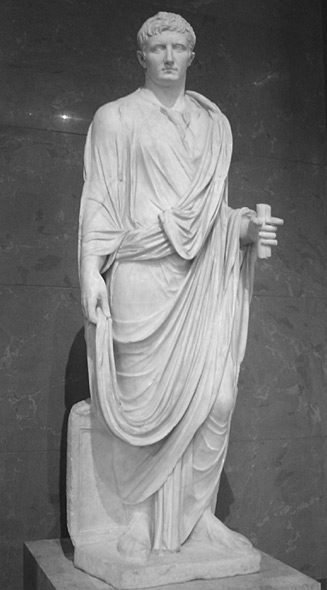
Augustus mint magistratus

Róma első császára már i. e. 23-ban szent és sérthetetlen (sacrosanctus) lett (néptribunusi jogkör), majd az idők folyamán a többi tribunusi jogkörrel – a vétó és a törvényjavaslatok tételének jogával – is felruházták. i. e. 31. és i. e. 23. között minden évben megválasztották consulnak a szokásosnál szélesebb jogkörrel. Később lemondott a jelöltségről a Varro Murena-féle összeesküvés hatására, ennek ellenére i. e. 5-ben és 2-ben megválasztották. i. e. 19-től viselhette a consuli jelvényeket és a consulok mellett foglalhatott helyet a senatusban. Censori jogkörét is kiszélesítették. Lepidus i. e. 12-ben bekövetkezett halála után Augustus lett a pontifex maximus is.

### Hadsereg és tartományok
Augustus fő jelszava az egyeduralom kivívása után a pax Romana lett, melynek megteremtéséhez elengedhetetlen feltétel volt, hogy az egészségtelenül felduzzadt, mintegy 50 legióból álló hadsereg létszáma csökkenjen. A princeps a katonák felét, mintegy 300 000 embert elbocsátott. Végkielégítésükre immár a császár személyes vagyonából került sor. Augustus a kifizetések zökkenőmentesítésére külön hadipénztárat (aerarium militae) hozott létre. Nagy gondot fordított arra, hogy uralkodói szerepét elismertesse a hadsereggel, ezért minden egyes újoncot Augustus nevére eskettek fel, függetlenül attól, hogy éppen milyen köztársasági hivatalt viselt.
Augustus személyes biztonságát szolgálták a praetorianus cohorsok, melyek Italiában állomásoztak (kettő Rómában, a többi szétszórva). Az egyes cohorsok 900 gyalogosból és 100 lovasból álltak. Emellett a császár állandó személyi testőrséggel is rendelkezett, a mindig közelében állomásozó, őt istenítő germán katonák védték.
A princeps a tartományokat felosztotta önmaga és a senatus között. A régen pacifikált, békés területeket a köztársasági testület irányíthatta, míg a határmenti és frissen megszerzett területeket Augustus vezette. Csak a császári provinciákban állomásoztak legiók, amiket általában császári legatusok irányítottak. A tartományi adók is megoszlottak az államkincstár (aerarium Saturni) és a kialakuló princepsi fiscus között. Az adóztatás Augustus provinciáiban megbízottak által történt, de a senatori provinciákban is korlátozták az adóbérlők visszaéléseit. A császári kormányzat egyébként támogatta a tartományok romanizációját és urbanizálódását.

### A principatus társadalmi rendje
Augustus hatalomra kerülése lezárta a római társadalmat egy évszázada sújtó társadalmi válságot. A katonai diktatúrának ez a burkolt formája még nagyon sokáig, körülbelül háromszáz éven át meghatározta a római állam szerkezetét és történetét. Augustus rakta le a monarchikus bürokrácia alapjait is, ami fontos szerepet játszott a formálisan megmaradó köztársasági intézmények és tisztségek háttérbe szorításában.

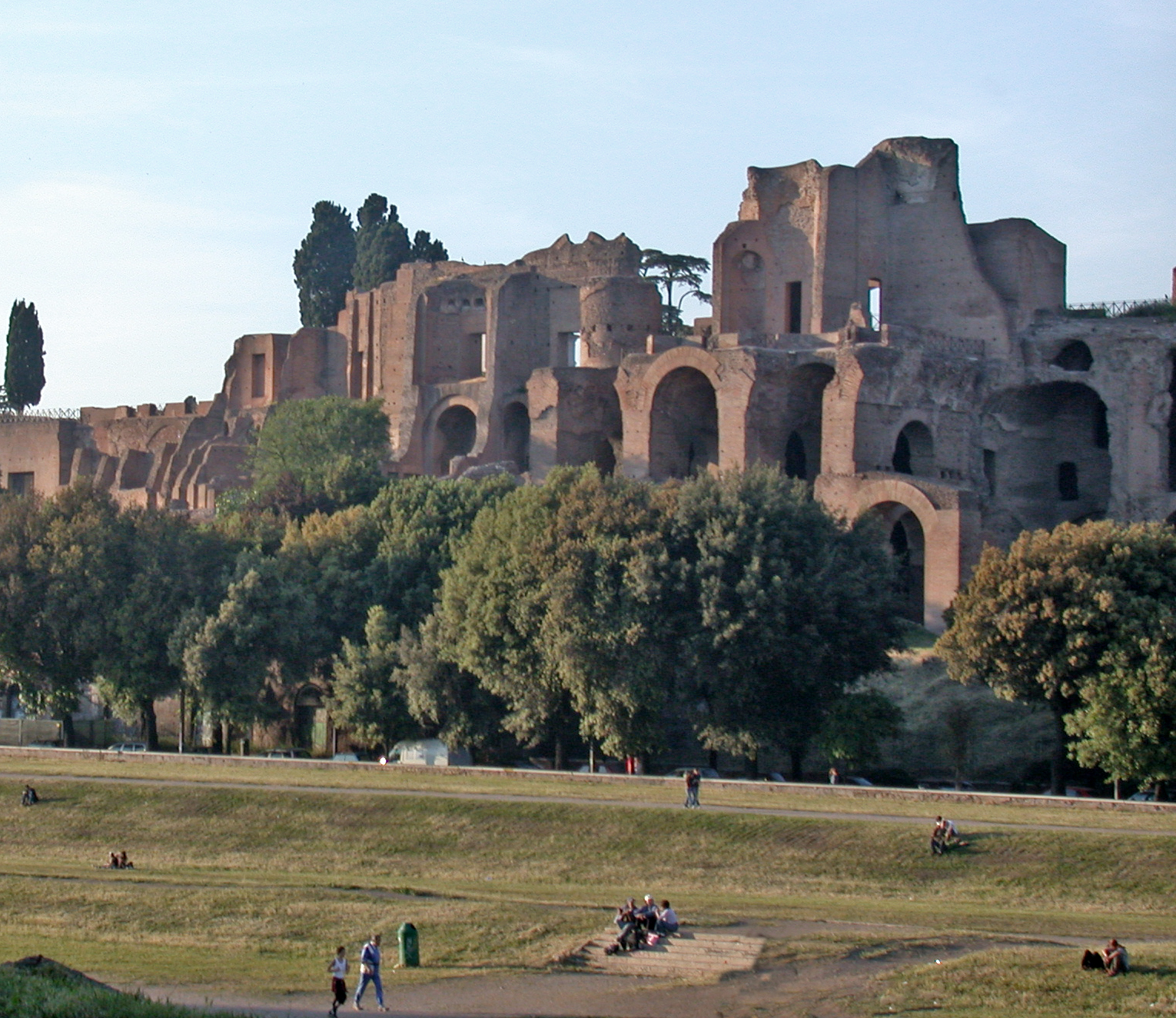
Augustus palotájának maradványai Rómában

A 600 főből álló senatus elvben megmaradt legfőbb törvényhozási és bírói szervnek, azonban tisztségei révén Augustus kezében volt a gyeplő, a legfontosabb ügyekben pedig maga ítélkezett. A pénzügyek felett gyakorolt befolyása is csökkent a testületnek: az aerarium csak a váltópénz verésére volt jogosult, az arany- és ezüstpénzt a fiscus adta ki. Censorként háromszor rostálta ki a „méltatlanokat” – azaz saját ellenzékét – a rend soraiból. A senatori rendbe egyébként a birodalom leggazdagabb polgárai kerültek be.
A lovagrend támogatását megnyerni igyekvő princeps több új, csak lovagoknak fenntartott hivatalt hozott létre (például az Egyiptomért felelős praefectus Aegypti, a praetoranius gárdát vezető praefectus praetorio vagy a Róma gabonaellátásáért felelős praefectus annonae). A lovagok jelentősége a császári hivatalokban és a hadseregben is megnőtt.
Hogy a két leggazdagabb réteget, a senatori és a lovagrendet megerősítse, Augustus több családjogi-erkölcsvédelmi intézkedést hozott. Kötelezővé tette a lovagok és senatorok számára a nősülést, előnyben részesítette a többgyermekes családokat. Jellemző a korabeli erkölcsi életre, hogy a princeps leányát és unokáját is házasságtörés miatt száműzte. Nem is csoda, hogy ezeknek az intézkedéseknek valójában sohasem sikerült érvényt szereznie.

### Augustus külpolitikája

#### Hispania és az Alpok
Az egész birodalomra kiterjedő proconsuli imperium révén Augustus lett a Római Birodalom külügyeinek egyetlen irányítója. A tartós béke megteremtése nem csak üres jelszó volt, azonban ennek meg kellett teremtenie a feltételeit. Még uralma kezdetén meghódította Hispania északnyugati részét, így az egész Ibériai-félsziget római uralom alá került és gazdag aranylelőhelyekre tett szert. A tartomány helyzete azonban sokáig bizonytalan maradt: i. e. 28-ban felkelés tört ki, amit csak i. e. 25-ben sikerült letörni úgy, hogy a princeps maga is a hadszíntérre sietett. A zavargások így is eltartottak i. e. 19-ig.
Potenciális veszélyforrást jelentettek a vad alpesi törzsek, amiket két hadjáratban sikerült végül legyőzni (i. e. 25; i. e. 16-i. e. 14). Az Alpokban szervezték meg Raetia és Noricum provinciát. A harcokban jeleskedett Augustus két mostohafia, Tiberius Claudius Nero és Nero Claudius Drusus is.

#### A dunai és a rajnai hadszíntér

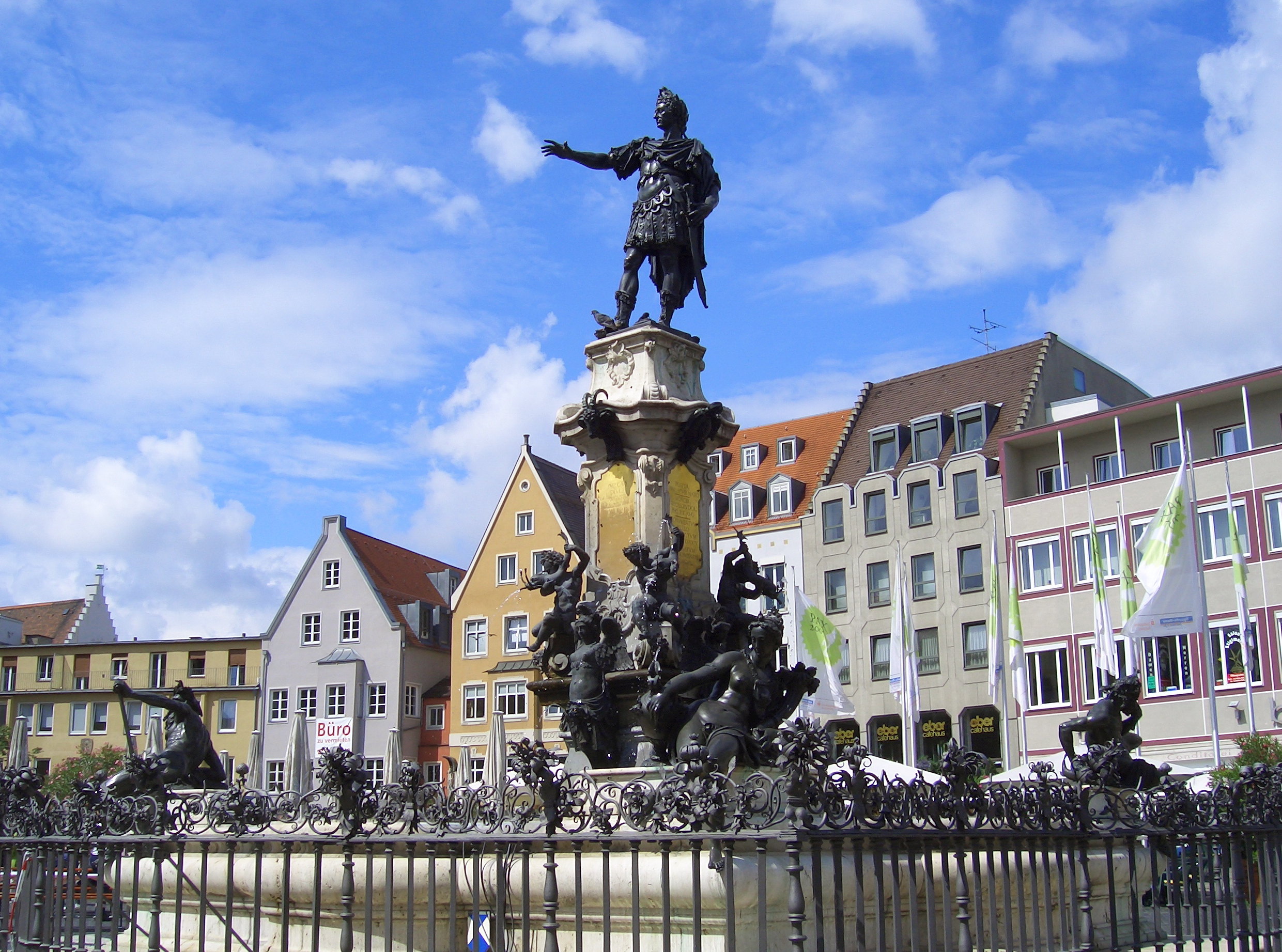
Augustusról kapta a nevét az i. e. 15-ben alapított Augsburg városa, emlékére emelt szobra a főtéren található

A Duna mentén is súlyos harcok dúltak, a helyzetet pedig csak rontotta, hogy a tehetséges hadvezér, Agrippa i. e. 12-ben elhunyt. A trákok felkelésén sikerült úrrá lenni i. e. 13-ban, a pannonok és illírek leigázása azonban eltartott egészen i. e. 9-ig. A hosszas harcban Tiberius végül a Dunáig terjesztette ki a birodalom határát. Létrejött Pannonia provincia.
A Rajna vidékén is súlyos gondok fenyegettek: a germánok legyőzték a rómaiakat i. e. 16-ban. A sérelmet végül Drusus, majd váratlanul bekövetkező halála után bátyja, Tiberius orvosolta: Augustus i. e. 8-ban már az Elbában látta a birodalom új határát. Azonban a következő évben Tiberius dinasztikus okokból kegyvesztetté vált, a hadjárat pedig leállt. 4-ben az addig Rhodoszra elvonult Tiberius visszatért és ismét az Elbáig nyonult előre. Augustus terve az volt, hogy a létrejövő Germaniát délről is biztosítsa, ugyanis a mai Dél-Németország területén egy Maroboduus nevű germán király aggasztóan erős törzsszövetséget kovácsolt össze. Ennek szétzúzására azonban nem kerülhetett sor, mert 6-ban óriási lázadás bontakozott ki Pannoniában, ami a toborzás és a növekvő adóterhek miatt robbant ki. Tiberius jobbnak látta békét kötni Maroboduusszal.
A pannoniai hadjárat három évig tartott, és sokan a legsúlyosabb válságnak tartották a pun háborúk óta. A 200 000 főnyi ellenség ellen a veteránokat is behívták, a gazdagokat pedig rabszolgafelszabadításra kötelezték, hogy feltölthessék a hadsereg sorait. A folyamatos csatározás kimerítette Róma tartalékait, ráadásul semmiféle nyereséggel sem járt.
Ezt a helyzetet használta ki egy germán törzsfő, Arminius a lázadás kirobbantására, aki tőrbe csalta a frissen elfoglalt germán területek helytartóját, Publius Quinctilius Varust. A teutoborgi erdőben három legiót pusztítottak el a cheruscus germánok. A rómaiaknak még volt erejük egy gyors ellentámadásra, így meggátolták, hogy Galliába is átterjedjen a felkelés. A bosszúálló hadjáratra Germanicus vezetésével csak évekkel később, Tiberius uralkodása alatt került sor, 15–16 során. Az események hatására az idős, családi tragédiáktól is megviselt Augustus lemondott a további hódításokról Germaniában, és visszavonult a Rajna mögé.

#### A keleti határ

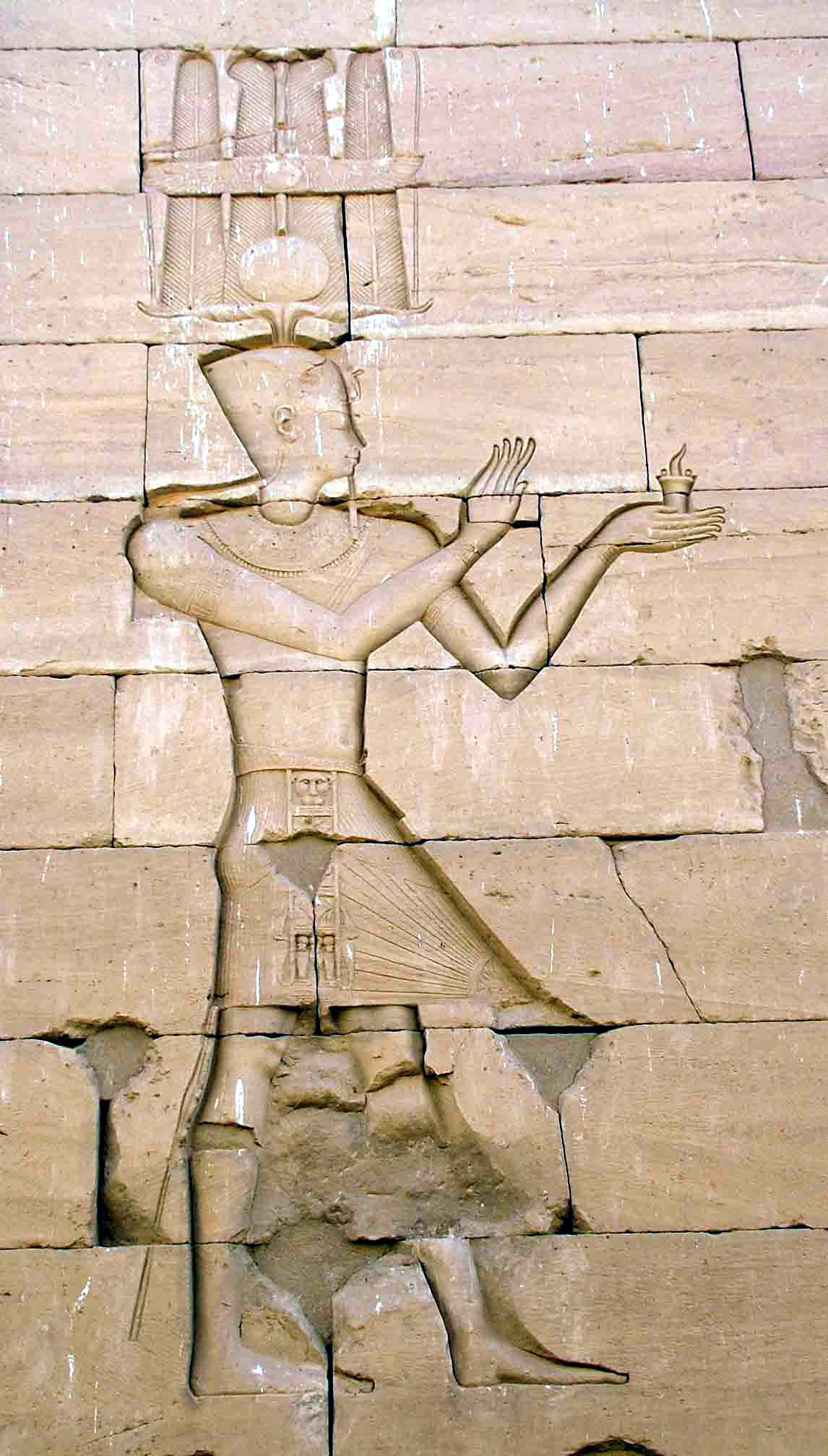
Augustus egyiptomi stílusú ábrázolása a kalabsai templom falán (Núbia)

Amikor Augustus elfogadta Antonius intézkedéseit a keleti területeken, jelezte, hogy tartós kompromisszumhelyzetre kíván berendezkedni a Pártus Birodalommal. A császár egyébként is Egyiptom helyzetének rendezésével volt elfoglalva: elfoglalása után nem sokkal (i. e. 29-ben) kisebb lázadás tört ki Felső-Egyiptomban, ezzel párhuzamosan a déli szomszéd, a Meroitikus Királyság csapatai is betörtek a tartomány területére. Caius Cornelius Gallus, Aegyptus provincia első helytartója azonban rövid úton felszámolta a fenyegetést és a határzónában, Észak-Núbiában pedig egy ütközőzónát (Triacontaschoinos – „Harminc mérföldes terület”) hozott létre, amelynek élére vazallus királyt nevezett ki. Ez a terület nagy jelentőséggel bírt kereskedelmi szempontból, valamint a közeli aranybányák miatt (Vádi Alaki, Vádi Gabgaba).
Néhány évvel később hadjárat (i. e. 25.) indult meg a Arábia ellen. Caius Aelius Gallus, a második egyiptomi helytartó hajóhaddal támadt az Arab-félszigetre, azonban hadiflottájának nem vette sok hasznát – sőt a szerencsétlen úton több hajó is elpusztult. Az arabok lakta vidéken Szüllaiosz, a nabateus király helytartója szándékosan elnyújtotta az utat, így hat hónapig tartott a felvonulás szörnyű körülmények között: a víz- és élelemhiány, valamint a betegségek nagyobb pusztítást vittek végbe a római seregben, mint az összecsapást kerülő arabok. Gallus így kénytelen volt visszafordulni, a hazautat pedig mindössze hat hét alatt tették meg a kimerült csapatok. Az áruló Szüllaioszt Rómában lefejezték.
Aelius Gallus arábiai inváziós csapatainak jelentős részét az Egyiptomban állomásozó római seregtől vonták el. Ezt kihasználva a Meroitikus Királyság seregei ismét támadásba lendültek és elfoglalták a Triacontaschoinost és dél-egyiptomi Asszuán környékét is kifosztották. Az új egyiptomi helytartó Caius Petronius kisebb létszámú, de jól szervezett seregével azonban ellentámadásba lendült és hadjárata során mélyen behatolt Núbiába. A hadjáratról szóló források szerint seregével egészen Napatáig jutott, ez azonban kétséges.
Petronius hadjárata nem rendezte tartósan Egyiptom déli határvidékének helyzetét.
i. e. 22-ben a királynő által vezetett meroitikus csapatok ismét támadásba lendültek, amelyet azonban már gyorsan reagáló helytartó időben megállított. Ekkor tárgyalások kezdődtek, amelynek eredményeként a Augustus Szamosz szigetén fogadta Meroé követeit. A szamoszi megállapodás szerint, új, gyengébb római ellenőrzés alatt álló ütközőzónát hoztak létre a Római Birodalom és a Meroitikus Királyság határán. Ez az új körzet (Dodekaschoinos – Tizenkét mérföldes terület) jelentette a Római Birodalom déli határát egészen a 250-es évekig.
Egy másik hadjárat Armeniába indult, ahol vazallus királyságot hoztak létre III. Tigranész vezetésével (i. e. 20.), miután megdöntötték fivére, a pártus-vazallus II. Artaxiász hatalmát.

## Az örökösödés

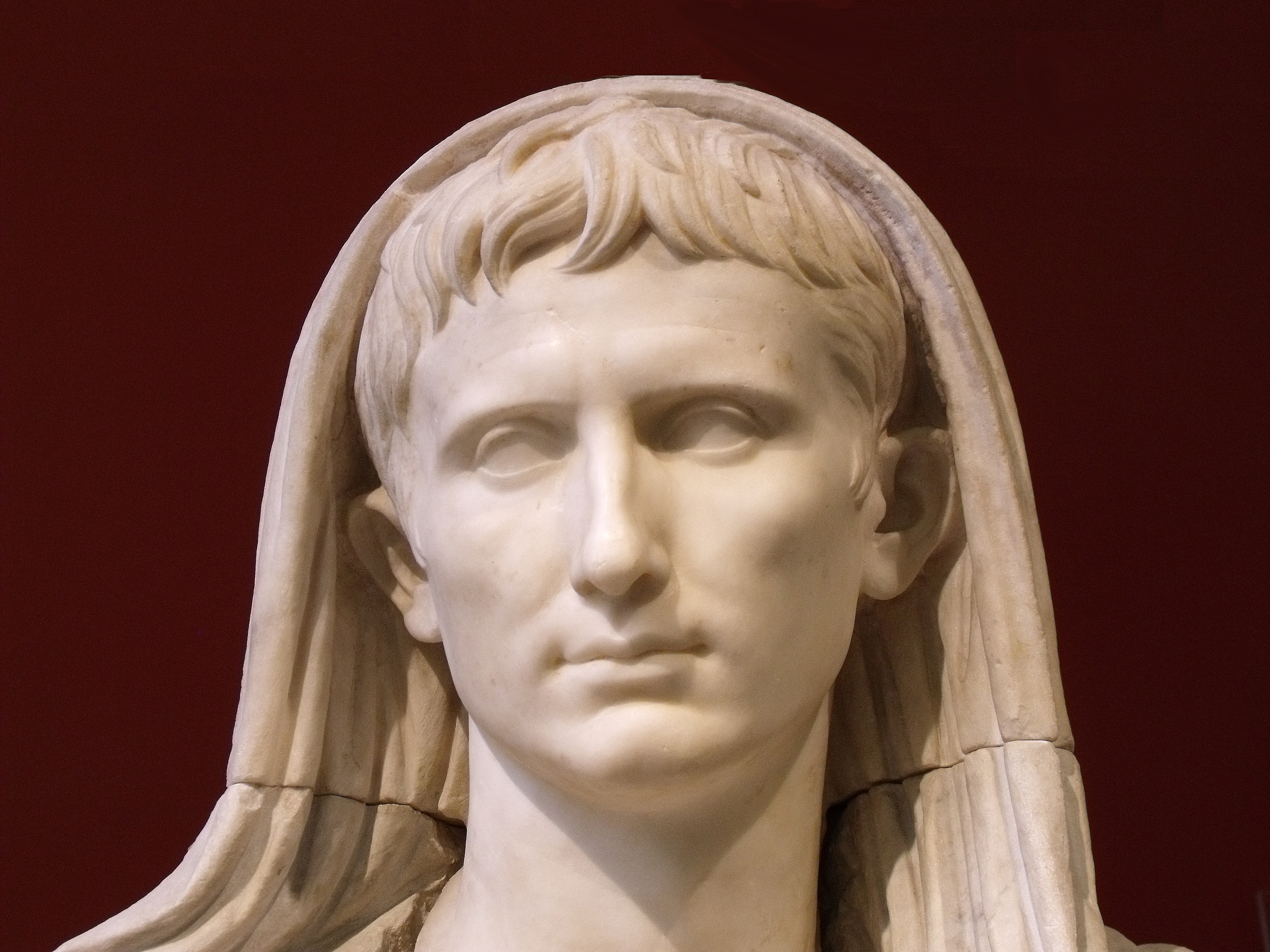
Augustus ábrázolása, mint augur, akiknek a viselete a skarlát csíkos tóga (toga trabea) volt

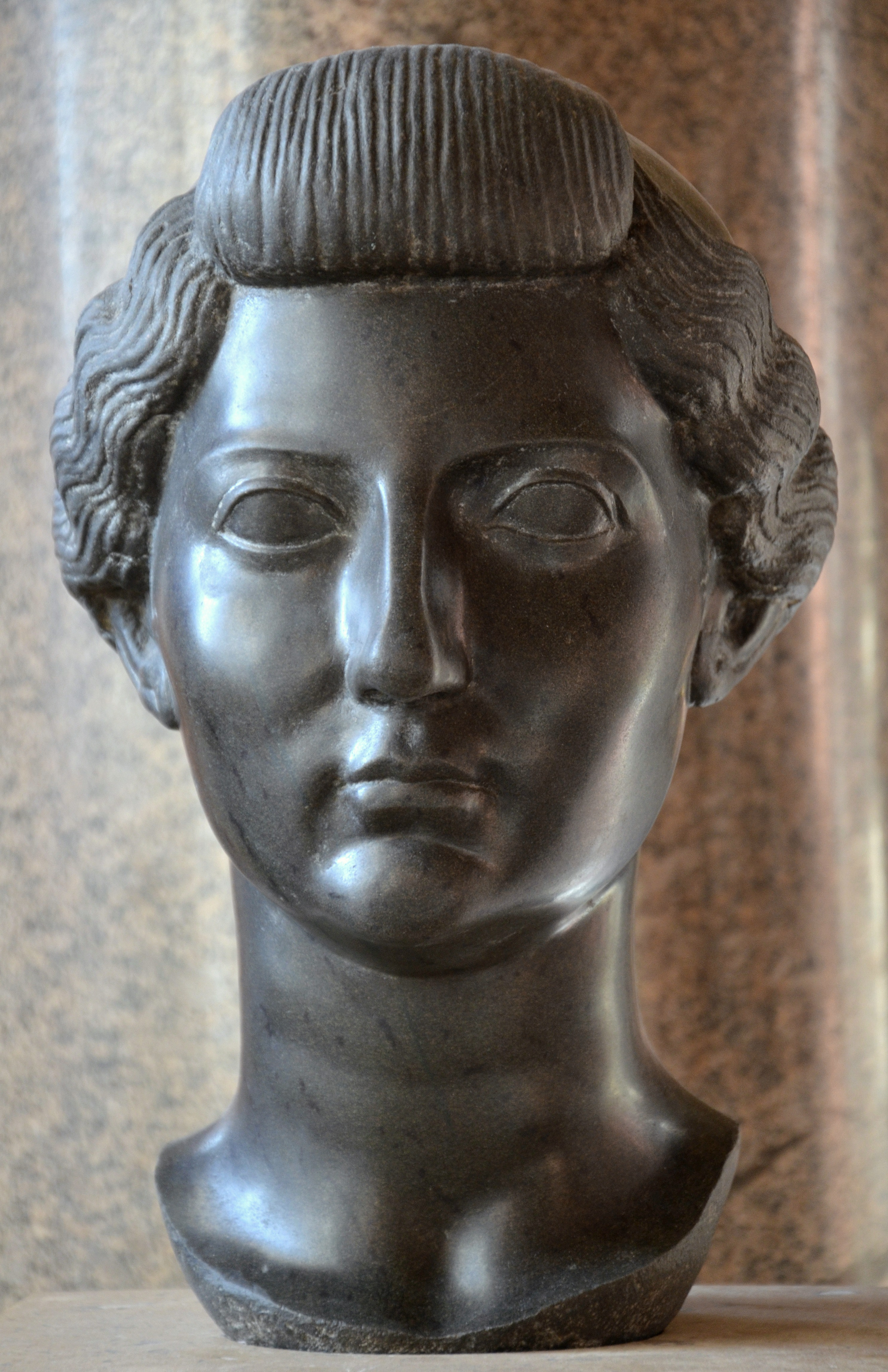
Livia Drusilla Augusta ábrázolása, i. sz. 31.

Noha háromszor nősült, Augustusnak sosem született fiúgyermeke. Második feleségétől, Scriboniától született meg leánya, Iulia, akit először saját unokaöccsével, az Octaviától származó Marcus Claudius Marcellusszal házasított össze i. e. 25-ben. A fiatalember azonban két év múlva elhunyt, ekkor a súlyosan megbetegedő Augustus új választottja régi harcostársa, a tehetséges Marcus Vipsanius Agrippa lett: megosztotta vele tribunusi tisztségét és imperiumát. Ugyan Agrippa i. e. 12-ben meghalt, Augustus szerencséjére öt unokával is megajándékozta őt (igaz, egyikük, Agrippa Postumus halála után született). Ekkor azonban a fiúunokák még kicsik voltak, a hadi helyzet pedig azt kívánta, hogy Augustus harmadik feleségének, Livia Drusillának tehetséges fiai, Tiberius és Drusus kerüljenek az előtérbe. Tiberiust elválasztották Vipsaniától, Agrippa egy régebbi házasságából származó leányától, hogy Juliát vehesse nőül.
Barátja halálát követően Augustus maga mellé vette Agrippa két idősebb fiúgyermekét, Caiust és Luciust, akiket adoptált és ifjú princepsi ranggal tüntette ki őket. Tiberius i. e. 7-ben másodszor is consul lett, a következő évben pedig megkapta a tribunicia potestast. Megbízatása a birodalom keleti területére szólt, öt évre. Tiberius, aki feltehetően kegyvesztettnek érezte magát, önkéntes száműzetésbe vonult Rodoszra, egyúttal megvádolta feleségét, Juliát, hogy erkölcstelen életet él. Ezzel a hazatérés lehetőségétől is megfosztotta magát mindaddig, amíg be nem igazolódtak vádjai. i. e. 1-ben lejárt tribunusi meghatalmazása, és nem is újították meg – Augustus feltehetően neheztelt rá a lánya megvádolása miatt, másrészt viszont Caius és Lucius már elég érettek voltak, hogy örökösévé tehesse őket. Tiberius 2-ben érkezett vissza Rómába, és két évig magánemberként élte életét.
A császár szerencsétlenségére a két ifjú örökösjelöltje még jóval előtte (Lucius 2-ben, Caius pedig két évre rá, 4-ben) elhunyt. A hadi helyzet ismét úgy alakult, hogy nagy szükség volt Tiberius katonai zsenijére. Augustus ekkor adoptálta őt, és az Agrippához hasonló jogkörök neki juttatásával lényegében társuralkodójává tette. Egyetlen szóba jöhető versenytársát, a vele egy időben örökbe fogadott Postumus Agrippát 6–7 körül ismeretlen okokból száműzték. Ezzel Tiberius maradt Augustus utolsó, végleges örököse.

## Augustus hagyatéka

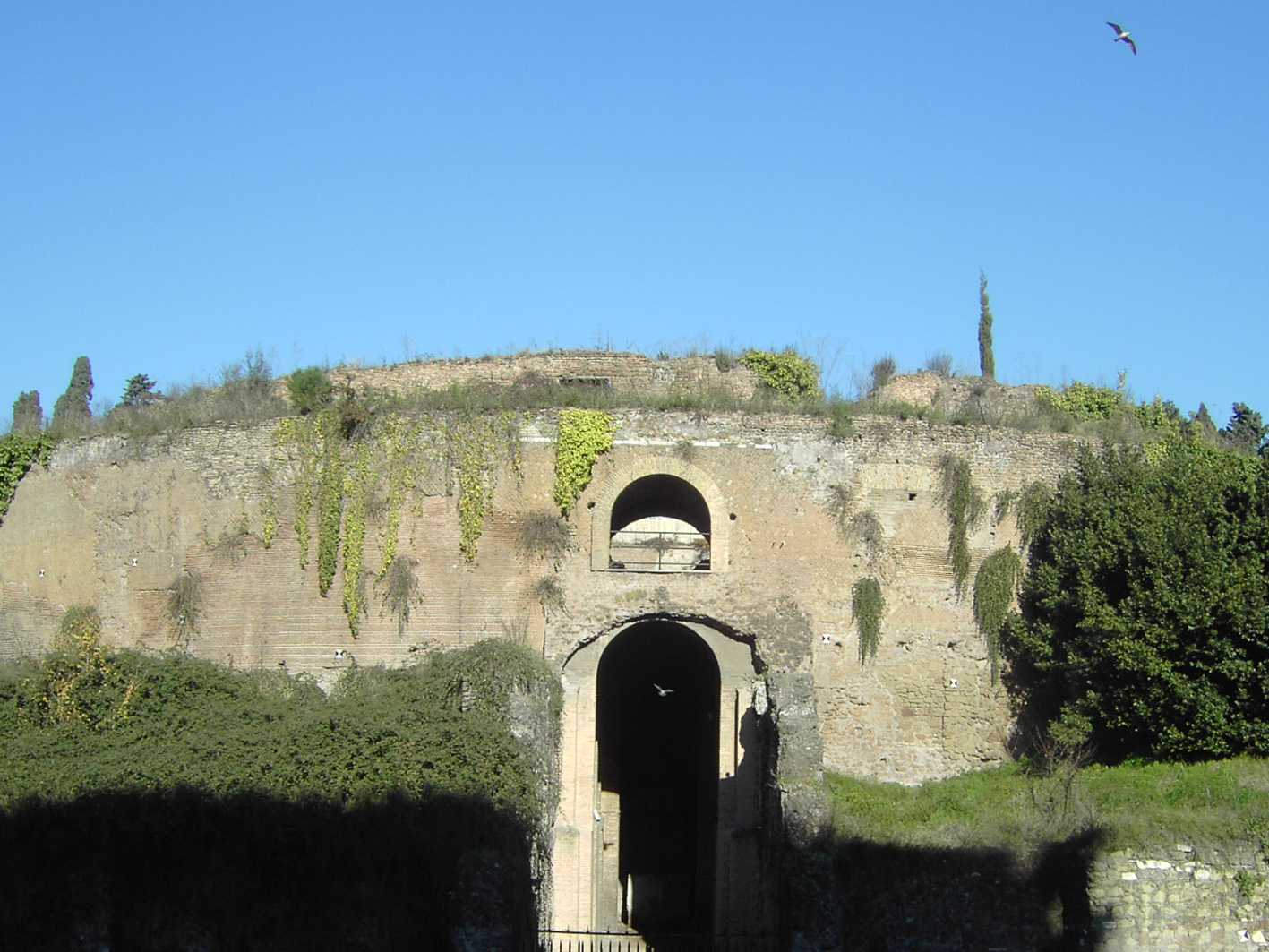
Augustus mauzóleuma Rómában

Augustus 76 éves korában hunyt el békében úgy, hogy megmentette a Római Birodalmat a válságtól. Olyan törvényeket vezetett be, amelyek javították az erkölcsöket és megkedveltették a házaséletet. Törvényhozásának a középpontjában a társadalom alapvető intézményének tekintett család állt. Új rendszerével századokig biztosította a birodalom  fennmaradását. Halála után családi mauzóleumában helyezték örök nyugalomra, és a császári kultusz részévé tették isteni Augustus néven. Tehetséges, intelligens, gyorsan dönteni tudó politikus volt, aki ezen tulajdonságai révén a római történelem egyik legmeghatározóbb alakjává vált. Ennek ellenére a köztudatban sokkal ismertebb a nála karizmatikusabb Caesar, de még fő ellenfele, Marcus Antonius is, akik kevesebb maradandót hagytak maguk után. Augustust, csakúgy mint Iulius Caesart, még életében az a megtiszteltetés érte, hogy egy hónapot neveztek el róla (az év 8. hónapja a Sextilis nevet viselte egészen i. e. 8-ig).
Uralma alatt a Római Birodalom minden szempontból virágázását élte: sok – igaz, nagy áldozatok árán történő – hódítással büszkélkedhetett, a tartományok és Itália gazdasága töretlenül fejlődött, megindult a birodalom romanizációja. Róma Agrippa aedilissége alatt a világ fővárosává nőtte ki magát: csupa márványépület ékesítette. Három vízvezeték épült a város ellátására, elkészült az eredeti Pantheon és Augustus mauzóleuma.
A római irodalom is ekkor élte virágkorát: Augustus és minisztere, Caius Cilnius Maecenas bőkezűen támogatta az irodalmárokat; ekkor alkotott Horatius, Vergilius és Ovidius is. A tudomány és a művészet más ágaiban is jelentős alkotók tevékenykedtek: a szakíró Vitruvius, a történész Titus Livius, vagy a földrajzi író Sztrabón.
Miután minden utódja felvette a Caesar és Augustus neveket, ezek az idők folyamán köznevesültek. Diocletianus idejére (3. század vége) a társcsászárok közül a magasabb rangút illette az augustus rang, míg alárendelt társa a caesari címet kapta meg. Később, a középkorban a Német-római Birodalom császárai viselték az augustus titulust.

## Életének forrásai

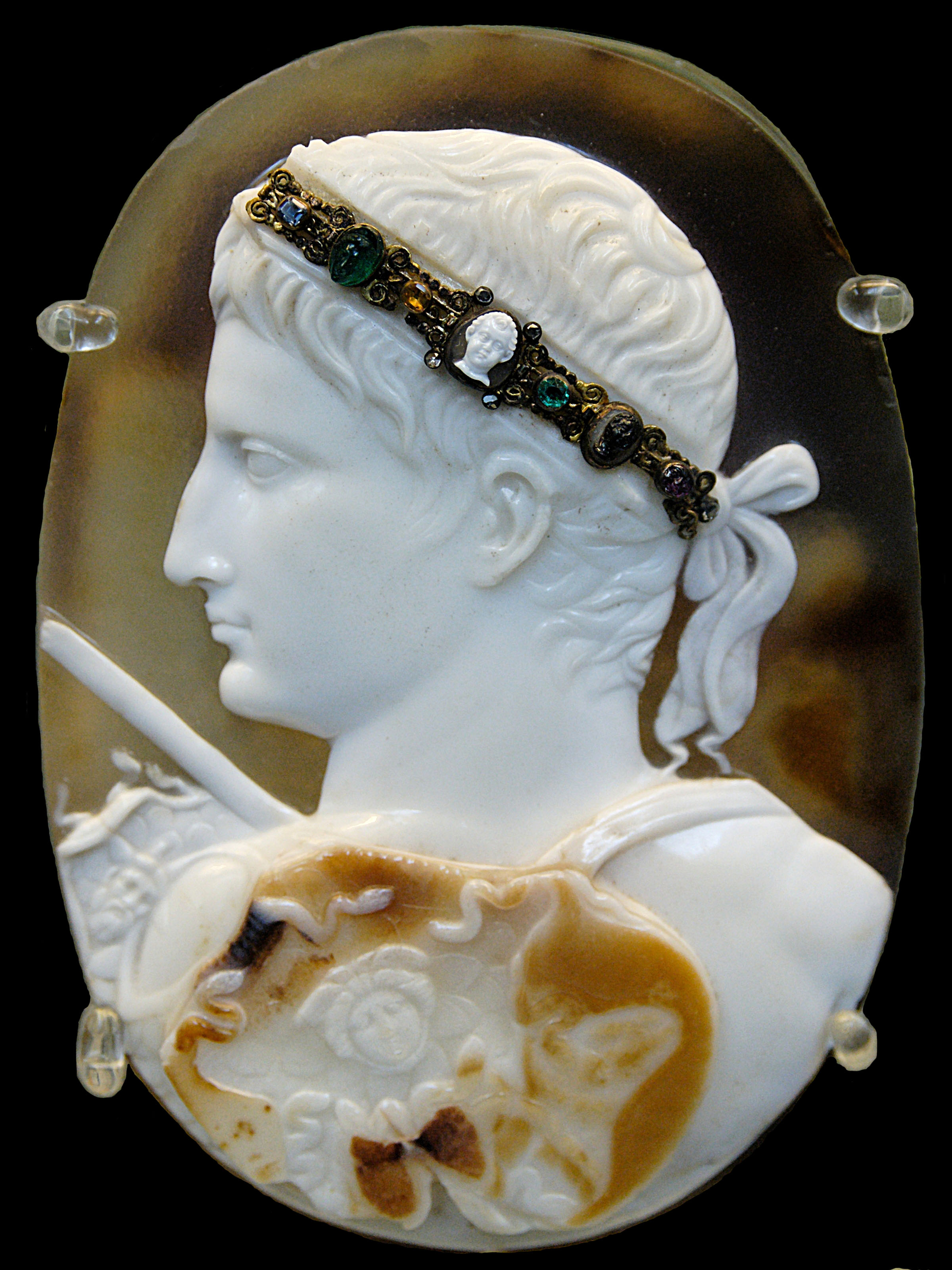
Augustus portré egy vésett ékkőn

Augustus életének és tetteinek felbecsülhetetlen értékű forrása a nem sokkal halála előtt, 14 körül írt önéletrajza, a Res Gestae Divi Augusti (Az isteni Augustus tettei). Talán ez a leghíresebb, klasszikus antikvitás idejéből ránk maradt felirat. Eredeti példánya feltehetően bronztáblákra íródott, és a császár mauzóleumában helyezték el, miután felolvasták a senatusban. Az eredeti táblák nem maradtak meg, azonban másolatait szétküldték több provinciába, ám ma csak néhány – Kis-Ázsiában, az Augustus idején Rómához csatolt Galatia területén elhelyezett – némileg töredékes, görög és latin nyelven írott verzió ismeretes. A legjobb állapotban az ankarai ún. Monumentum Ancyranum maradt meg, de az életrajz részleteire bukkantak a piszidiai Apollóniában és Antiochiában is.
Augustus életének hiánytalan feldolgozása Caius Tranquillus Suetonius művében bukkanhatunk, mely a De Vita Caesarum (A Caesarok életéről) címet viseli. Cornelius Tacitus Annalese 14-től, azaz a princeps halálának évétől veszi sorra a történteket. A későbbi történetírók zömmel rájuk támaszkodva írták meg műveiket Róma első, talán legnagyobb hatású császáráról. Appianosz polgárháborúkról írott műve Octavianus felemelkedéséről tudósít. Emellett Iosephus Flavius és Velleius Paterculus műveiben is szó esik Augustus koráról, levelezésében pedig Marcus Tullius Cicero és Seneca is tett néhány említést a princepsszel kapcsolatban.

## Szépirodalom
- Allan Massie: Augustus, Aranyeső Könyvkiadó, 1998, ISBN 963-9187-08-9
- John Williams: Augustus, ford. Gy. Horváth László, Park Könyvkiadó, 2016, ISBN 978-963-355-277-3